# Rue Huyghens
La rue Huyghens est une voie située dans le quartier du Montparnasse du 14e arrondissement de Paris.

## Situation et accès
La rue Huyghens est desservie à proximité par la ligne 4 aux stations Vavin et Raspail et la ligne 6 aux stations Edgar Quinet et Raspail. Elle relie les boulevards Raspail et Edgar-Quinet.

La rue vue depuis le boulevard Raspail
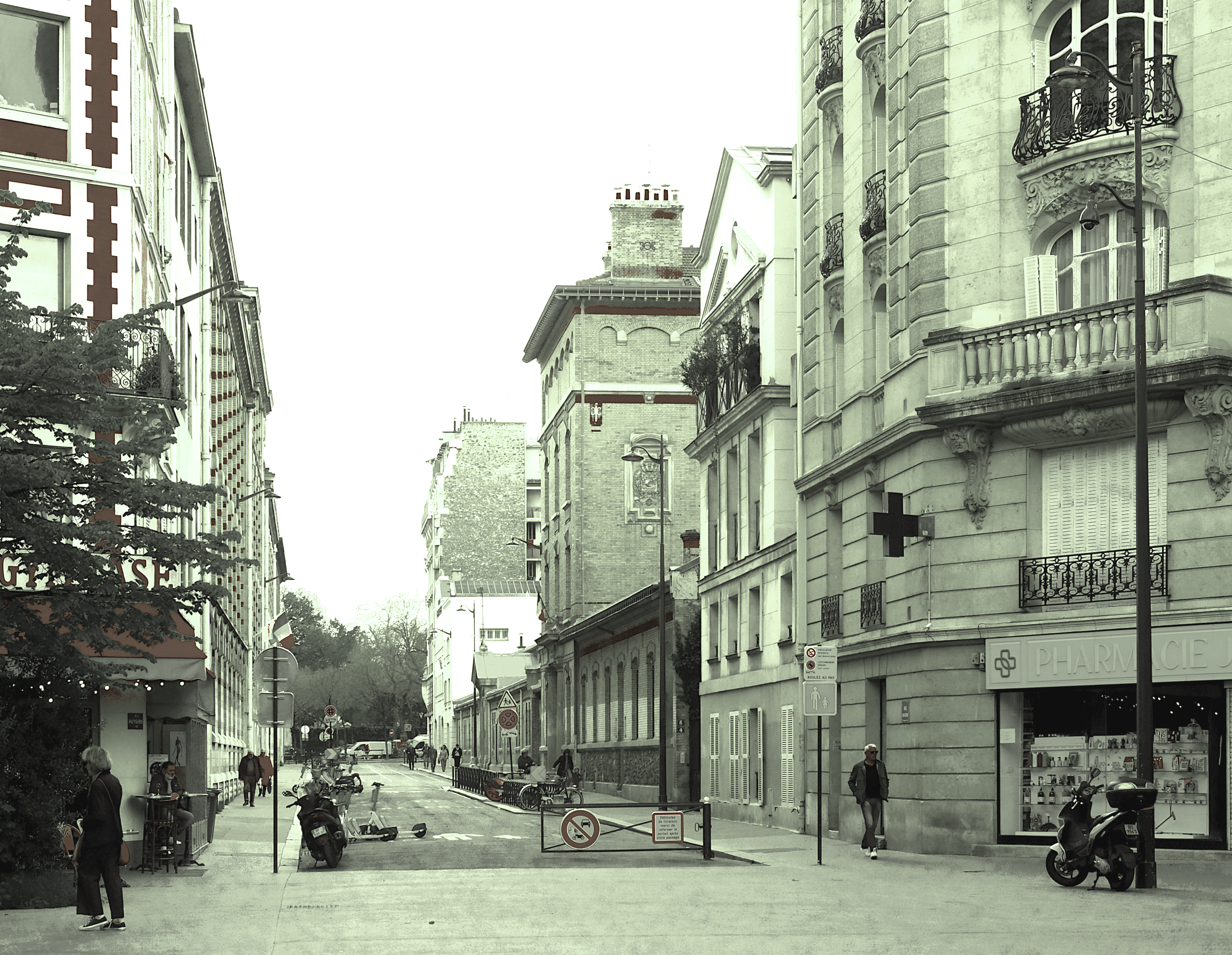
En 2023.
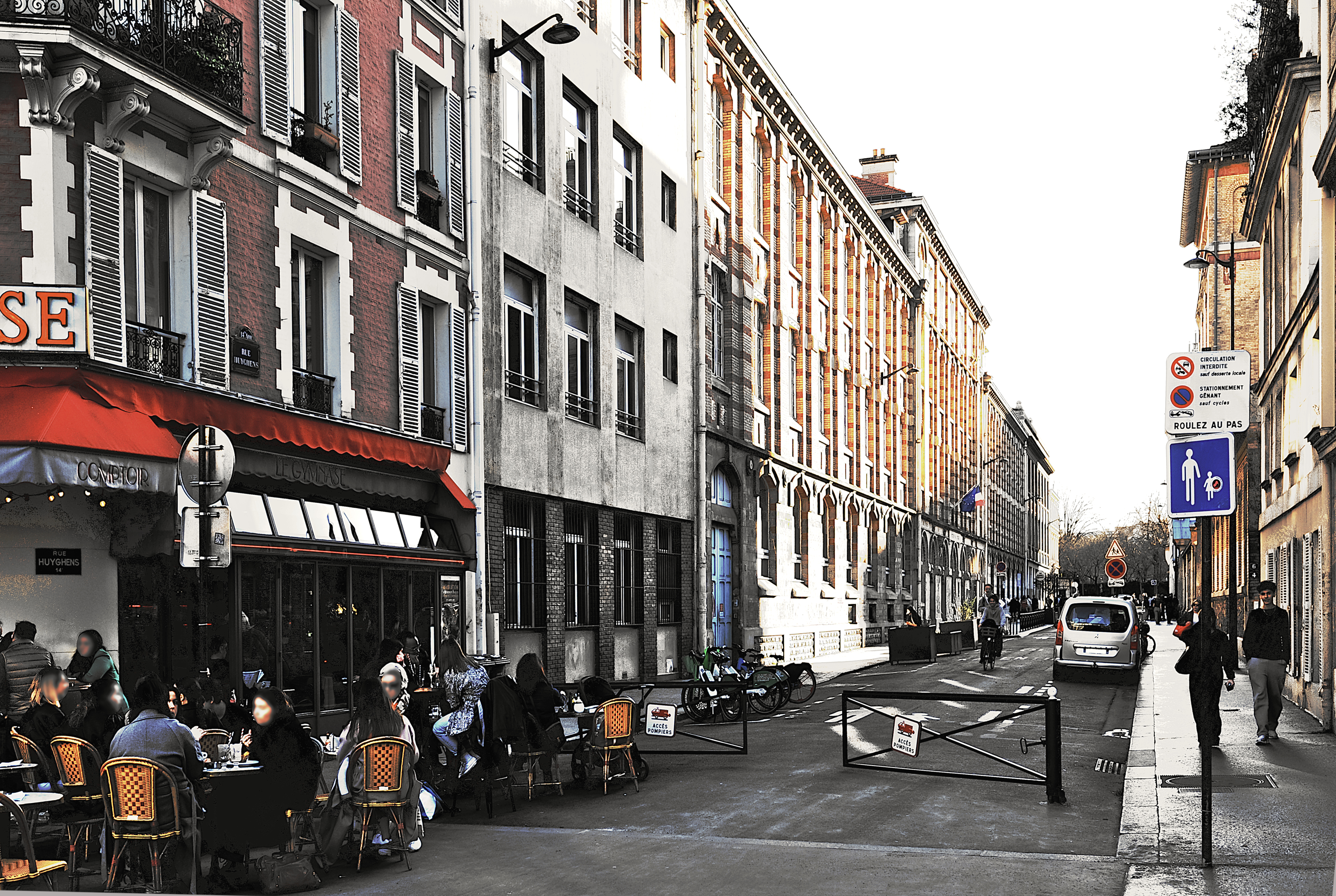
En 2025.

## Origine du nom
Elle porte le nom du mathématicien et astronome hollandais, Christiaan Huygens (1629-1695).
Au XIXe siècle en France, l'orthographe des noms propres était variable, par exemple rue de Taïti devenue aujourd'hui rue de Tahiti). C'est pourquoi au nom propre Huygens, il a été ajouté la lettre h pour une prononciation plus proche de la prononciation néerlandaise (plus proche de Hugues que de luge).

## Historique
Cette voie, ouverte en 1884 sur l'emplacement d'un ancien marché aux chevaux et aux fourrages, prend sa dénomination actuelle par arrêté du 30 août de la même année.
En 2022, la voie devient une rue aux écoles.

## Bâtiments remarquables et lieux de mémoire
- Nos 7-8 : collège-lycée Paul-Bert.
- La rue débouche également sur le cimetière du Montparnasse.
- No 6 : 
  - La salle Huyghens est le nom donné à l'atelier du peintre Émile Lejeune (d'anciennes écuries) où eurent lieu les rencontres « Lyre et Palette », entre 1916 et 1919, des soirées-performances artistiques, baptisées le « grenier de Montparnasse » par Jean Cocteau, et où se forma le groupe des Six.
  - Les peintres Jean Lasne et Colette Beleys y ont eu leur atelier à partir de 1936.
  - Ancien siège de la maison d'édition de Guy Lévis Mano (GLM).
- No 10 : gymnase Huyghens[3].
- No 22 : siège historique des éditions Albin Michel.

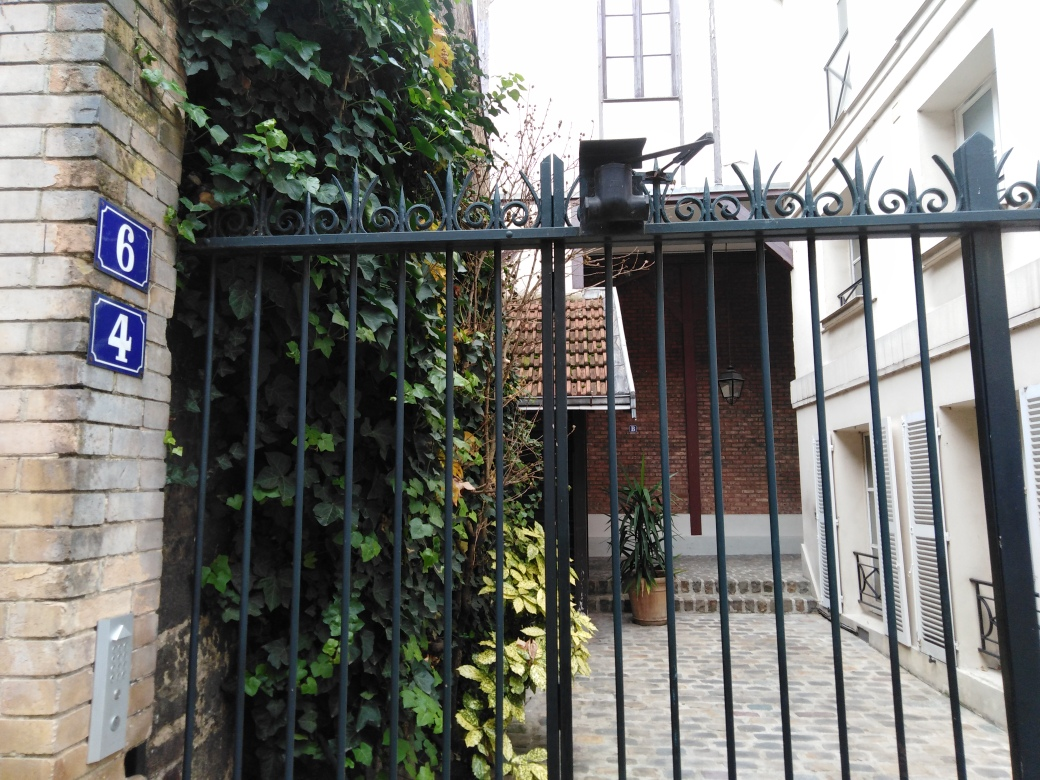
Entrée des nos 4 et 6.
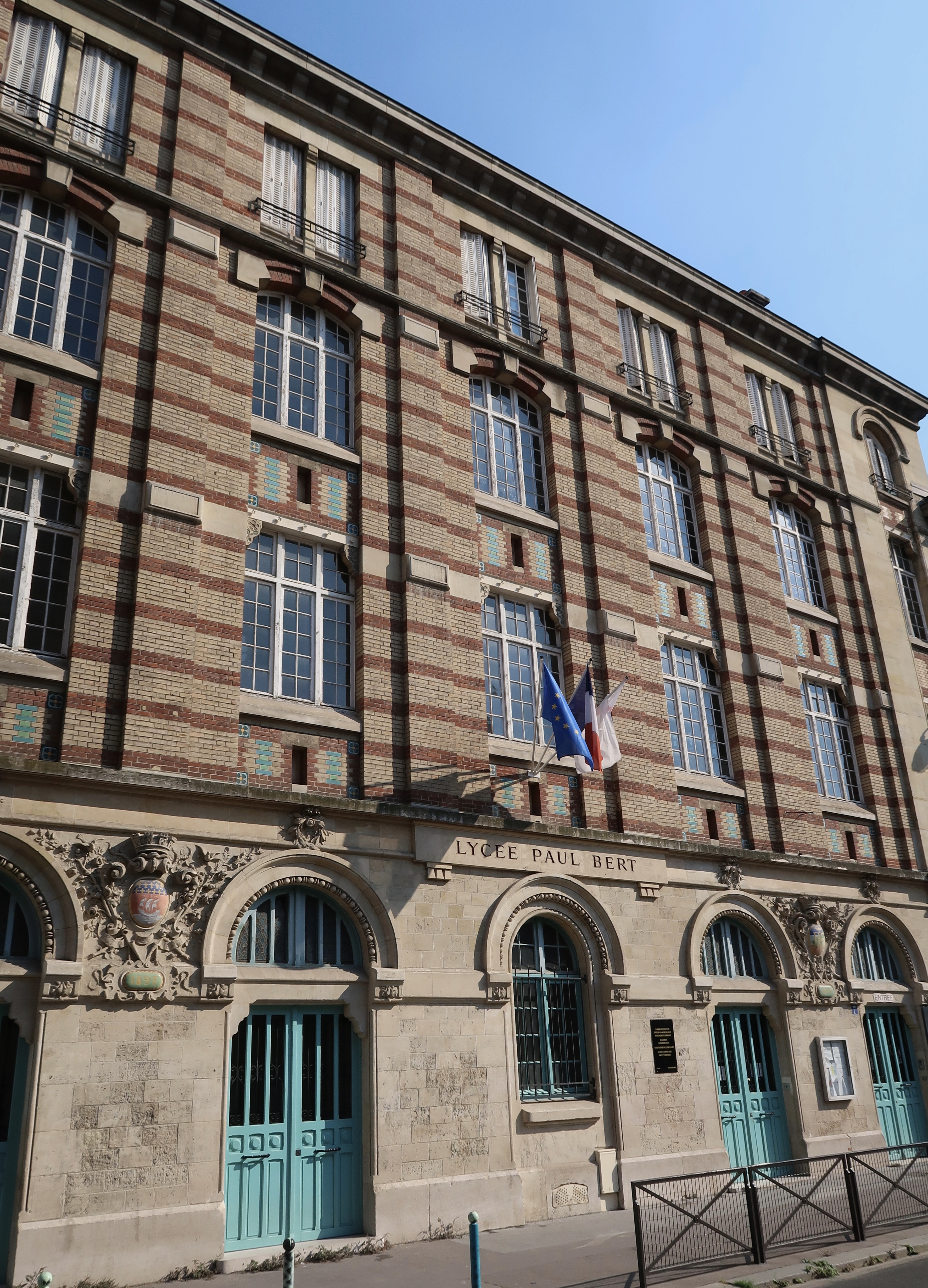
Lycée Paul-Bert au no 7.
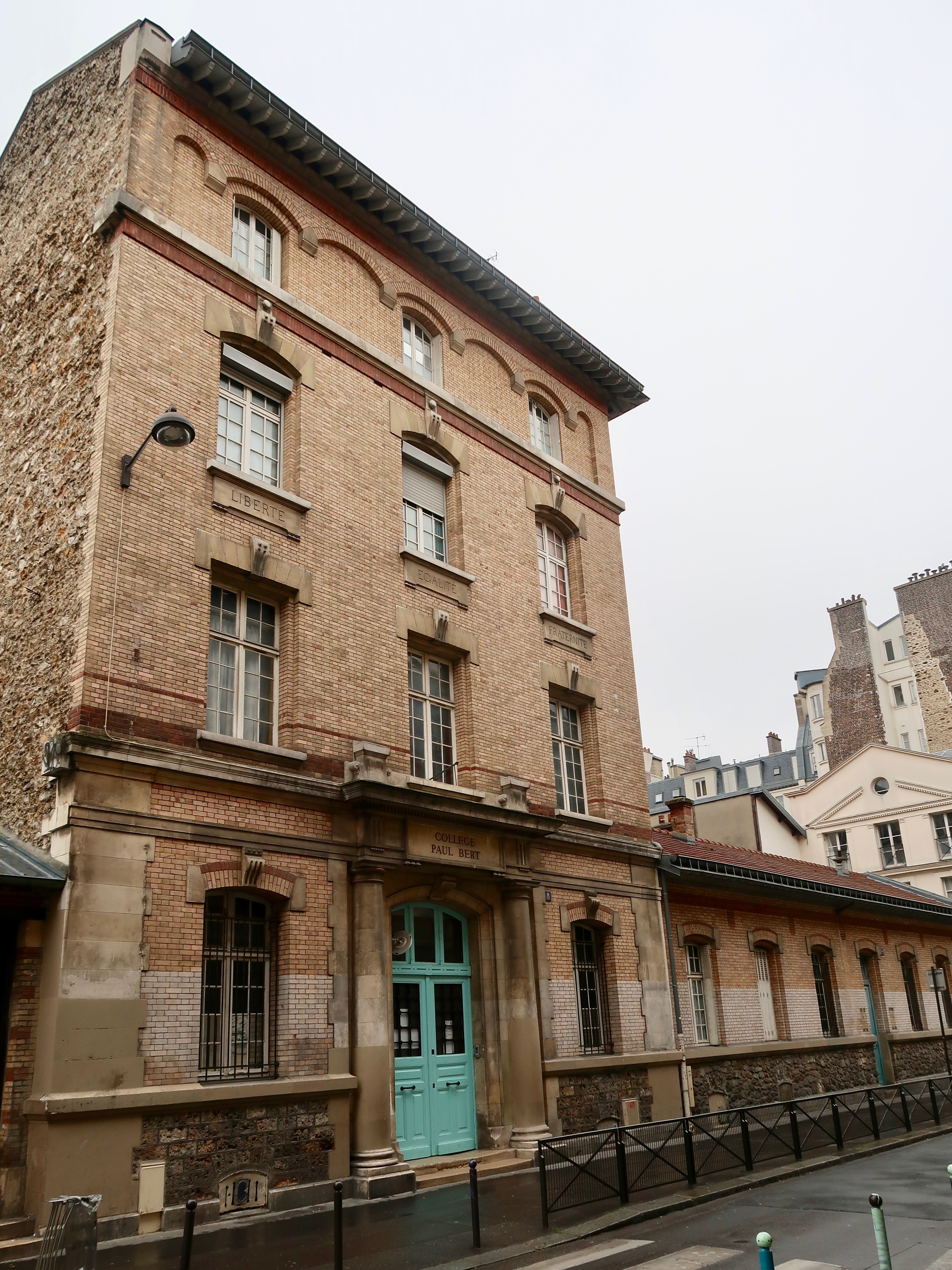
Collège Paul-Bert au no 8.
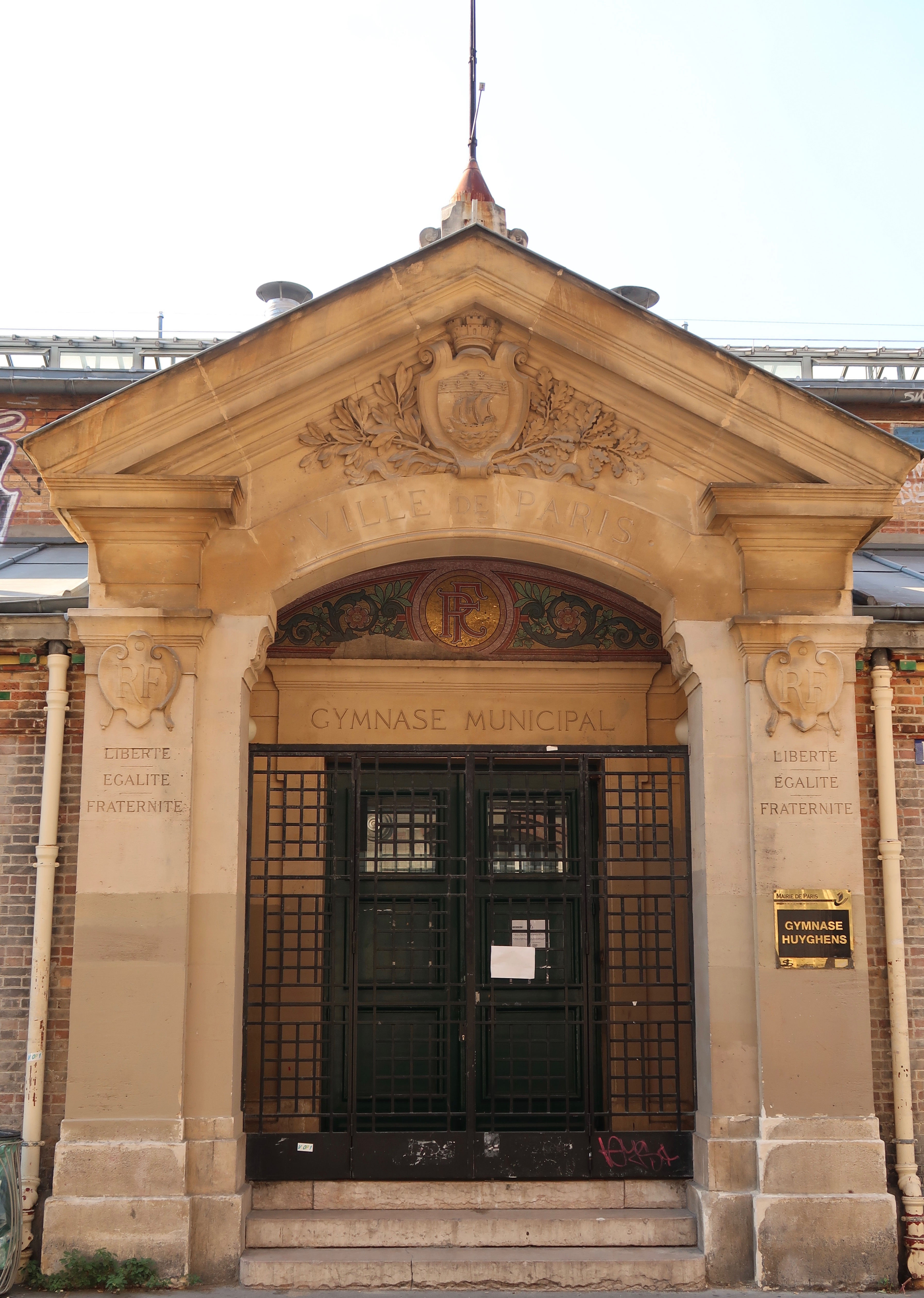
Gymnase municipal au no 10.
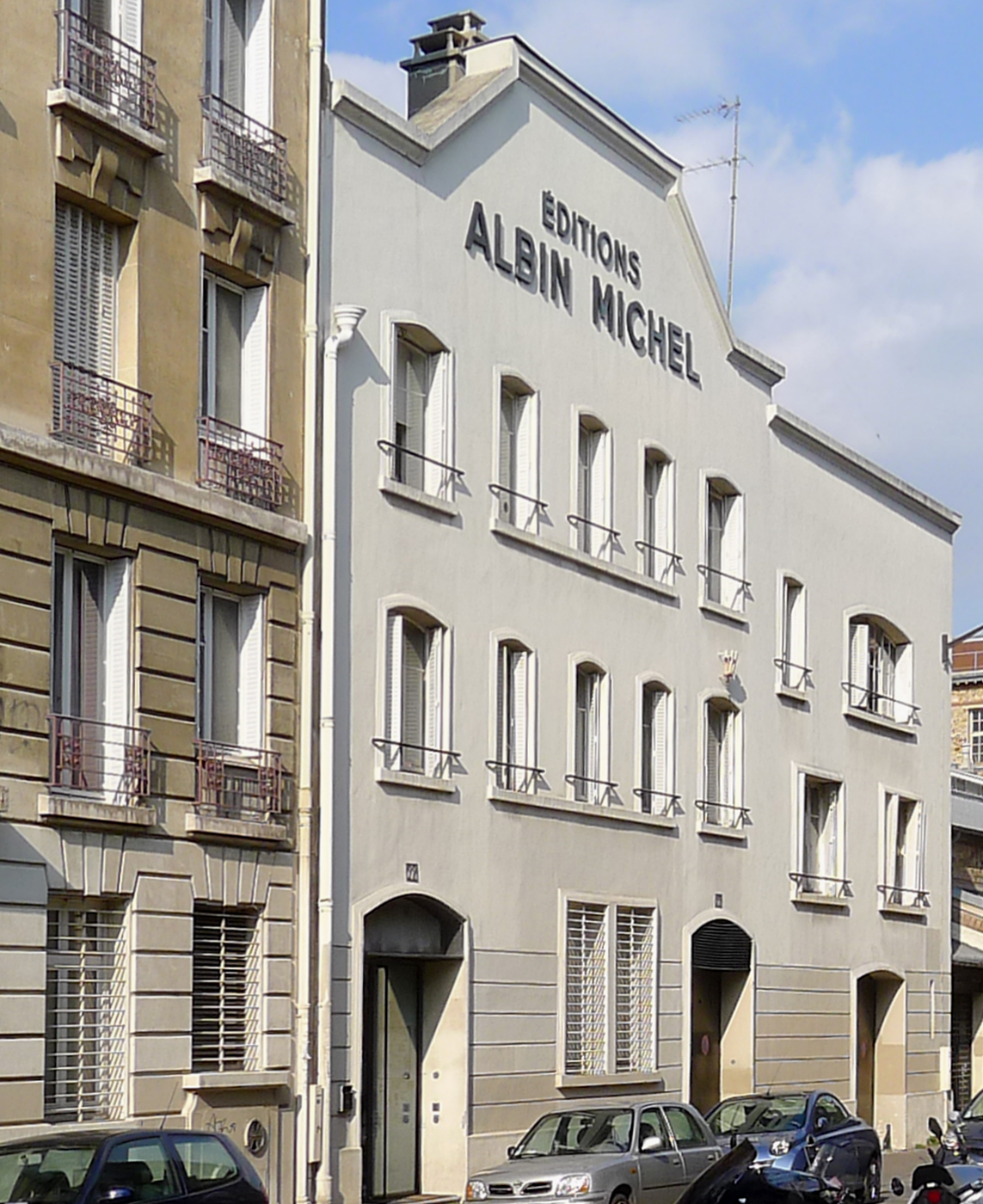
Les éditions Albin Michel se trouvent rue Huyghens.

## Dans la littérature
Simone de Beauvoir raconte sa jeunesse dans Mémoires d'une jeune fille rangée (1958). Un soir, elle va pour la première fois dans un bar, en compagnie de deux amis. Il s'agit du Stryx, rue Huyghens. Elle décrit : « Les bouteilles aux couleurs timides ou violentes, les bols d'olives et d'amandes salées, les petites tables, tout m'étonnait ». Elle boit pour la première fois : « Je sifflai rapidement mon cocktail, et comme je n'avais jamais bu une goutte d'alcool, pas même de vin que je n'aimais pas, j'eus vite fait de quitter la terre ».